# 大宝鼎街道
大宝鼎街道，是中华人民共和国四川省攀枝花市西区下辖的一个乡镇级行政单位。

## 行政区划
大宝鼎街道下辖以下地区：
干巴塘社区、烂泥箐社区、沿江社区和小宝鼎社区。